# Robiga
Dans la mythologie romaine, Robiga est une déesse qui protège les récoltes des maladies. Elle est la sœur du dieu Robigus, lui aussi protecteur des récoltes. Robiga fut l'une des premières déesses des cultivateurs romains, en tant que déesse des maladies végétales. Les paysans lui vouaient un culte pour protéger leurs récoltes de la nielle (ou « rouille du blé »), qu'elle leur envoyait si elle n'était pas apaisée. Elle était invoquée le 25 avril lors des robigalia, fêtes destinées à s'assurer la protection des récoltes à venir.